# Dzydzilelya
 (décembre 2024).
Dzydzilelya est une déesse polonaise, mentionnée au XVe siècle par l'historien Jan Długosz dans Annales seu cronici incliti regni Poloniae (Histoire de la Pologne). Il la compare à Vénus. La plupart des chercheurs contemporains[réf. nécessaire] considèrent toutefois les Annales seu cronici incliti regni Poloniae comme une source peu fiable en ce qui concerne la mythologie slave. Aleksander Brückner prétend que le nom de Dzydzilelya est dérivé du refrain d'une chanson, confondue par Jan Długosz avec le nom d'une déité. Cependant, certains chercheurs[réf. nécessaire] estiment que Dzydzilelya était l'équivalent pour les Slaves occidentaux de la déesse bulgare Dodola, associée à la pluie et la fertilité.